# Pavel Gustinčič
Pavel Gustinčič, slovenski slikar, * 28. junij 1891, Volosko, Hrvaška † 18. oktober 1929, Travnik, Bosna.
Obiskoval je nižjo realko v Gorici (1901-1905), dve leti Jakopičevo slikarsko šolo v Ljubljani (1906-1908) in Ažbetovo slikarsko šolo v Münchnu (1909) nato se je izpopolnjeval pri profesorju Giacomettiu na mednarodni akademiji v Firencah (1910-1911) in na Académie Julien v Parizu (1912). Vojaška služba v letih 1914–1921, mdr. (kot šofer) na dvoru črnogorskega kralja Nikole in na soški fronti mu je slikanje onemogočila. Leta 1922 se je preselil v Bugojno (v Bosni) in se preživljal predvsem kot voznik. Kot slikar je ostal zvest impresionizmu in svojemu učitelju Jakopiču. V oljni in akvarelni tehniki je največ slikal krajine Krasa in Kranjske v olju in akvarelu. Z velikim uspehom je razstavljal v Ljubljani (1910), Gorici (1911), Beogradu (1911), Bledu (1912) in Opatiji (1924).